# 3LW (álbum)
3LW é o é o auto-intitulado álbum de estreia das 3LW, lançado em 2000. Foi lançado pela Epic Records em 2000. O álbum contém dois singles de sucesso "No More (Baby I'ma Do Right)" e "Playas Gon' Play". O álbum chegou ao número 29 no Billboard 200 e foi certificado Platina. O disco teve os singles "No More" e "Playas Gonna Plays" que fizeram muito sucesso nos Estados Unidos.
| Críticas profissionais                                                      | Críticas profissionais |
| Avaliações da crítica                                                       | Avaliações da crítica  |
| Fonte                                                                       | Avaliação              |
| --------------------------------------------------------------------------- | ---------------------- |
| allmusic                                                                    | [ 1 ]                  |
| Rolling Stone                                                               | [ 2 ]                  |
| Esta tabela precisa de ser acompanhada por texto em prosa. Consulte o guia. |                        |

## Faixas
| N.º            | Título                                           | Compositor(es) | Duração |  |
| 1.             | "No More (Baby I'ma Do Right)"                   | Sean "Sepp" Hall, N. Butler, C. Giles                                                                                                  | 4:23    |  |
| 2.             | "Is You Feelin' Me"                              | Gregg Pagani, M. Kemp | 4:17    |  |
| 3.             | "Playas Gon' Play"                               | Sean "Sepp" Hall, N. Butler | 4:43    |  |
| 4.             | "Gettin' Too Heavy"                              | Michele Williams, Joshua Schwartz, Brain Kierulf                                                                                       | 4:37    |  |
| 5.             | "Im Gonna Make You Miss Me"                      | S. Salzman, L. Robbins, J. Condiotti                                                                                                   | 4:36    |  |
| 6.             | "Not This Time"                                  | Chrissy Conway, Joe Priolo, E. Johnson                                                                                                 | 3:20    |  |
| 7.             | "More Than Friends (That's Right)"               | Brian George, Junior Clark, Paul Anthony George, Lucien George, Jr., Curt Bedeau, Gerry Charles, C. Cockett, D. Barksdale, M. Robinson | 3:54    |  |
| 8.             | "Curious"                                        | Sean "Sepp" Hall, N. Butler, J. Baker                                                                                                  | 4:49    |  |
| 9.             | "'Til I Say So"                                  | Michele Williams, V. Colapietro, N. Porter, N. Dinkins, G. Crapps                                                                      | 3:57    |  |
| 10.            | "Crush On You"                                   | Michele Williams, V. Williams, V. Colapietro, N. Porter, N. Dinkins, G. Crapps, J. Glasco                                              | 3:59    |  |
| 11.            | "Ocean"                                          | B. K. Starr, E. Raheim | 4:44    |  |
| 12.            | "I Can't Take It" (No More Remix, featuring Nas) | S. Barnes, J. Olivier, N. Jones, Lil Mo, E. Barrier, W. Griffin                                                                        | 4:26    |  |
| Duração total: | Duração total:                                   | Duração total: | 51:53   |  |

## Posições
| Chart (2001)              | Posição |
| ------------------------- | ------- |
| US Billboard 200          | 29      |
| US Top R&B/Hip-Hop Albums | 19      |

### Certificações
| País / Certificadora  | Certificações | Vendas    |
| Álbum                 | Álbum         | Álbum     |
| --------------------- | ------------- | --------- |
| Estados Unidos / RIAA | Platina       | 1,000,000 |